# Mistrzostwa Europy w biegu na 100 km 2013
22. Mistrzostwa Europy w biegu na 100 km 2013 – zawody lekkoatletyczne, które odbyły się 27 kwietnia 2013 w Belves, Francja.

## Medaliści
|                         | 1. miejsce            | Rezultat | 2. miejsce      | Rezultat | 3. miejsce                  | Rezultat |
| Mężczyźni indywidualnie | Asier Cuevas Ettcheto | 6:53:14  | Michael Boch    | 6:56:49  | Jose Antonio Requejo Santos | 6:57:02  |
| Kobiety indywidualnie   | Kajsa Berg            | 7:38:52  | Irina Antropova | 7:42:52  | Susan Harrison              | 7:48:12  |

## Reprezentacja Polski

### Mężczyźni
| Miejsce | Zawodnik         | Klub                   | Rezultat |
| 33.     | Roman Elwart     | LKS Ziemi Puckiej Puck | 7:45:28  |
| 41.     | Krzysztof Holik  | KS AZS AWF Kraków      | 8:02:19  |
| 46.     | Dariusz Cichorek | KKB Finisz Kalisz      | 8:43:06  |